# جيسيكا غالاغير
جيسيكا غالاغير (بالإنجليزية: Jessica Gallagher) هي لاعبة كرة الشبكة أسترالية، ولدت في 14 مارس 1986 في غيلونغ في أستراليا.

## وصلات خارجية
- الموقع الرسمي
- جيسيكا غالاغير على موقع الاتحاد الدولي لألعاب القوى (الإنجليزية)
- جيسيكا غالاغير على موقع النتائج التاريخية لألعاب القوى الأسترالية (الإنجليزية)
- جيسيكا غالاغير على موقع Paralympic.org (الإنجليزية)
- جيسيكا غالاغير على موقع IPC.InfostradaSports.com (مؤرشف) (الإنجليزية)
- جيسيكا غالاغير على موقع اللجنة البارالمبية الأسترالية (الإنجليزية)